# 블라디미르 루지치카 (1963년)
블라디미르 루지치카(체코어: Vladimír Růžička, 1963년 6월 6일~)는 체코의 아이스하키 선수, 지도자로 현역 시절 포지션은 센터이다. 현재 체코 아이스하키 리그의 팀인 HC 리트비노프의 감독을 맡고 있다. 체코슬로바키아 아이스하키 리그의 TJ 리트비노프와 두클라 트렌친에서 선수 생활을 했으며, 1989년에 내셔널 하키 리그(NHL)의 에드먼턴 오일러스로 이적하면서 NHL 선수가 되었다. 이후 보스턴 브루인스와 오타와 세너터스에서 활동하며 총 263경기를 뛰었다. 이후 NHL를 떠나 스위스 리그의 EV 추크에서 1년 간 뛰었고, 슬라비아 프라하에서 선수 생활을 마쳤다.
1982년에 체코슬로바키아 국가대표팀 선수가 되었으며, 1984년 동계 올림픽 은메달, 1985년 세계 선수권 대회 우승, 1983년 세계 선수권 대회 준우승의 성과를 냈으며, 체코 국가대표팀 선수로서 1998년 동계 올림픽에서 금메달을 획득했다.
은퇴 후에는 현역 시절 마지막 팀인 슬라비아 프라하에서 감독 경력을 시작했다. 체코 대표팀의 감독으로도 활약하여 2005년 세계 선수권 대회 우승을 이끌었다.